# こかむも
こかむもは、日本の漫画家・イラストレーター。高知県南国市出身。

## 来歴
2020年、『まんがタイムきららMAX』（芳文社）にて「ぬるめた」を2月から4月に渡りスペシャルゲスト掲載し、商業漫画家デビュー。同年5月から同誌にて連載中。

## 作品リスト

### 漫画作品

#### 連載
- ぬるめた（『まんがタイムきららMAX』2020年5月号[2] - 連載中）
- クロシオカレント（『青騎士』Nr.1〈2021年〉[3] - Nr.21〈2024年〉[4]）
- アビスマル（『青騎士』Nr.25〈2025年〉[5] - 連載中）

#### 読み切り
- 金曜日の夢見るナデシコ▲（原作：あfろ、『ゆるキャン△アンソロジーコミック』1巻、2020年[6]） - 『ゆるキャン△』のアンソロジー寄稿作品。
- 『少女終末旅行』のアンソロジー寄稿作品（原作：つくみず、『少女終末旅行 公式アンソロジーコミック』2巻、2020年[7]）
- バーチャル朝日 / コンニチワ（原作：あfろ、『ゆるキャン△アンソロジーコミック』2巻、2022年[8]） - 『ゆるキャン△』のアンソロジー寄稿作品。
- 裏表紙4コマ漫画（原作：はまじあき、『ぼっち・ざ・ろっく！アンソロジーコミック』1巻、2022年[9]） - 『ぼっち・ざ・ろっく！』のアンソロジー寄稿作品。

### 書籍
- 『ぬるめた』、芳文社〈まんがタイムKRコミックス〉2021年 - 、既刊5巻（2025年1月27日現在）
- 『クロシオカレント』、KADOKAWA〈青騎士コミックス〉2022年 - 2024年、全3巻
  1. 2022年8月20日発売[10][11]、ISBN 978-4-04-737168-2
  2. 2023年9月20日発売[12]、ISBN 978-4-04-737681-6
  3. 2024年9月20日発売[13][14]、ISBN 978-4-04-738135-3

### その他
- おちこぼれフルーツタルト アンソロジーコミック（アンソロジーコミック、2020年[15]）コメントレター寄稿